# Квере (язык)
Квере (Kakwere, Kikwere, Kinghwele, Kwele, Kwere, Ngwele, Ng’were, Tsinghwele) — язык, который относится к группе банту, на котором говорит народ квере, многие из которых проживают на ареалах языков зарамо и лугуру, в округе Багамойо региона Пвани в Танзании. Квере также имеет взаимопонятность и лексическую схожесть с другими языками: 74 % с доэ, 69 % с ками, 64 % с куту, 61 % с зарамо, 62 % с зигула и 54 % с лугуру. С лингвистической точки зрения квере оказал влияние на язык зигула и в настоящее время находится под влиянием языков зигула и бондей.